# The Clinic (2009)
The Clinic is een Australische thriller/horrorfilm uit 2009 onder regie van James Rabbitts, die ook het scenario schreef.

## Verhaal
Cameron en zijn hoogzwangere vriendin Beth zijn samen in de auto onderweg naar haar moeder om daar de Kerstmis van 1979 te vieren. Halverwege stoppen ze bij een motel om te overnachten. Cameron wordt er midden in de nacht hongerig wakker. Omdat hij niet meer kan slapen, gaat hij op zoek naar een plek waar hij iets kan eten. Als hij terugkomt in de motelkamer blijkt Beth weg te zijn.
Beth wordt naakt wakker in een met ijs gevulde badkuip in een verder vrijwel lege kamer. Onder haar navel bevindt zich een pas gehechte snee van enkele centimeters lang. Haar kindje zit niet meer in haar buik. Ook haar kleren zijn weg, maar op een stoel achter de badkuip hangt een hemd met in Romeinse cijfers het getal DCVIII (608) erop. Beth trekt het aan en loopt de kamer uit. Lopend over de gang ziet ze verschillende identiek ingerichte kamers als degene waar ze zelf net uitkomt. Ze kan het gebouw zo uitlopen, maar het terrein eromheen is omgeven door hekken die ze niet voorbij kan. Wanneer ze zich in wanhoop op de grond laat vallen, komen drie andere vrouwen naar haar toe. Zij blijken Veronica, Ivy en Allison te heten en hen is exact hetzelfde overkomen als Beth. Ze hebben identieke littekens, zijn ook hun kindjes kwijt en dragen hemden met DCV (605), DCVI (606) en DCVII (607) erop.
Op initiatief van Beth en Veronica gaan de vier vrouwen het gebouw weer in om hun baby's te zoeken. In een van de ruimtes vinden ze een zwaar bloedende vrouw. Ook haar baby is uit haar buik gehaald. Daarnaast zijn de hechtingen van haar wond er door iemand uitgetrokken. Uit de buik van de vrouw kwam daarbij een blauw merkje, daar moedwillig achtergelaten tijdens het verwijderen van haar kind. Vlak voor ze sterft, brengt ze nog uit dat haar baby 'blauw' is. De vrouwen komen erachter wat dit betekent wanneer ze even verderop een kamer vinden met zes kraambedden met zes pasgeborenen erin. Ze kunnen de kinderen niet aanraken omdat hun bedjes zijn afgeschermd door een ijzeren kooi. Wel is te zien dat de baby's ieder een andere kleur bandje om hun enkels hebben. Dit zijn hun kinderen, maar welke van wie is, is alleen te zien door de kleur van de bandjes aan hun enkels te vergelijken met de kleur van de merkjes die in ieder van hun buiken is achtergelaten. Er zijn twee manieren om achter die kleuren te komen. De eerste is dat de vrouwen zichzelf opensnijden; de tweede het vermoorden van alle anderen, hun kleuren bekijken en zo vijf andere kleuren uitsluiten. Met dat laatste is een zesde slachtoffer binnen het gebouw bezig. Zij was verantwoordelijk voor het opensnijden van de vrouw met het blauwe merkje en jaagt nu op de anderen.
De moordende vrouw doodt ook Allison, Ivy en Veronica. Tijdens het vluchten voor haar belaagster ontmoet Beth de laagbegaafde Duncan in het gebouw. Hij moet daar de vloeren schoonmaken van zijn moeder, Ms. Shepard, de baas van de kliniek. Beth geeft hem een paar van de snoepjes die ze op een kamer vond. Dit stelt Duncan even gerust, maar dan rent hij toch verward weg van Beth. Ze krijgt wel zijn sleutelbos te pakken, met daaraan onder meer de sleutel van het slot aan de kooi om de kraambedden. Wanneer de moordende zesde vrouw Beth aanvalt, duwt ze die met haar rug tegen een pin in de muur. Het metaal doorboort haar volledig. De stervende vrouw vertelt Beth daarop dat Shepard haar zei dat ze de anderen moest vermoorden om erachter te komen welke baby van haar is. De gekleurde merkjes die ze daarbij verzamelde, geeft ze aan Beth. Het kind met het paarse bandje om zijn enkel blijkt zodoende haar baby. Wanneer ze teruggaat naar de bedden waar de kinderen in lagen, zijn die alleen leeg. Het licht gaat uit en iemand valt Beth aan. Die raakt opnieuw bewusteloos.
Wanneer Beth weer bijkomt, is ze met een stalen ketting vastgeketend aan een vloer. Vlak bij haar overhandigt Shepard haar kindje aan een Russisch echtpaar dat het komt adopteren. De praktijken in de kliniek blijken een clandestiene survival of the fittest-proef, waarna cliënten de baby van de sterkste, 'dus' die met de beste genen illegaal adopteren en grootbrengen alsof het van henzelf is. De adoptievader krijgt een pistool van Shepard om Beth te doden, een onderdeel van de procedure. Duncan duikt niettemin op met een geweer om Beth te helpen. In de verwarring schiet de adoptievader Duncan dood, maar die ook zowel de beoogde adoptievader als - moeder. Shepard vlucht met Beths kind. Die bevrijdt zichzelf echter met de van Duncan gepikte sleutels en haalt Shepard in. Shepard vertelt Beth dat ze haar naam al herkende op het dossier en herinnert zich nu waarom. Beths ouders zijn eigenlijk haar adoptie-ouders, die haar jaren geleden ook via de kliniek hebben verkregen. Beth biologische moeder heette Lydia Hayes, in de kliniek bekend als dossier XXVIII (28). Voor Beth verklaart dit een steeds terugkerende nachtmerrie waarvan ze al haar hele leven last heeft, met baby's, stromend bloed en Romeinse cijfers erin.
Beth laat zich niet verleiden door de beloftes van Shepard en steekt de vrouw dood met Duncans sleutels. Daarna pakt ze haar kind en verlaat ze de kliniek. Een paar maanden na de gebeurtenissen bezoekt ze het graf van Lydia Hayes. Ze slaat een aanbod af van een plaatselijke grafdelver die haar een lift wil geven en gaat te voet op weg naar haar echte vader.

## Rolverdeling
- Tabrett Bethell - Beth
- Freya Stafford - Veronica
- Clare Bowen - Ivy
- Sophie Lowe - Allison
- Andy Whitfield - Cameron
- Adrienne Pickering - Jane Doe
- Marshall Napier - Marvin
- Boris Brkic - Hank
- Elizabeth Alexander - Ms Shepard
- Marcel Bracks - Duncan

## Trivia
- The Clinic was de laatste film waarin acteur Andy Whitfield te zien was voor hij op 39-jarige leeftijd overleed aan de gevolgen van non-hodgkinlymfoom.